# 孙邦
孙邦（1939年—2003年1月6日），山东济南人，中国国家男子篮球队前主教练，国家高级教练员和篮球界元老级人物。在1989年至1990年期间曾任中国男篮主教练，并带队获得了第15届亚锦赛冠军和第11届亚运会冠军。